# Éclipse solaire du 2 septembre 2035
L'éclipse solaire du 2 septembre 2035 sera une éclipse totale de Soleil.

## Parcours

Carte animée de l'éclipse.

Cette éclipse totale commencera près de l'extrême ouest de la Chine (au lever du soleil local), traversera le nord du pays pour ensuite traverser la Corée du Nord. L'éclipse passera sur la mer du Japon pour entrer au Japon, traversant le centre de l'ile principale de Honshu. Après, son parcours se fera uniquement sur l'Océan Pacifique.
Particularité
La bande de totalité passera par 3 capitales : Pékin en Chine, Pyongyang en Corée du Nord et dans l'agglomération nord de Tokyo au Japon.